# بروس بيرل
بروس بيرل (بالإنجليزية: Bruce Pearl)‏ هو مدرب كرة سلة أمريكي، ولد في 18 مارس 1960 في بوسطن في الولايات المتحدة.

## وصلات خارجية
- بروس بيرل على موقع كلية كرة السلة في سبورتس رفرنس.كوم (الإنجليزية)
- بروس بيرل على موقع إن إن دي بي (الإنجليزية)